# چو می‌یون
چو می-یون (به کره‌ای: 조미연؛ زادهٔ ۳۱ ژانویهٔ ۱۹۹۷) که با نام هنری میون (به انگلیسی: Miyeon) شناخته می‌شود، خواننده و بازیگر اهل کرهٔ جنوبی است. او خوانندهٔ اصلی گروه دخترانهٔ کره‌ای (جی)آیدل است و زیرنظر کیوب اینترتینمنت فعالیت می‌کند. میون همچنین عضو گروه کی-پاپ مجازی کی/دی‌ای است.

## اوایل زندگی
چو در ۳۱ ژانویهٔ ۱۹۹۷ متولد شد. او تنها فرزند خانواده است. چو از دوران کودکی علاقهٔ زیادی به موسیقی نشان داد. او این عشق به موسیقی را از پدرش الهام گرفته‌بود. خانوادهٔ چو از همان ابتدا اشتیاق او به موسیقی را تشخیص داد و جهت یادگیری مهارت‌های مختلفی مانند ویولن، گیتار و پیانو او را به مدرسه‌های موسیقی فرستاد. او سرانجام در دوران راهنمایی، در آزمون وای‌جی انترتینمنت شرکت کرد و پنج سال کارآموز این کمپانی بود. هر چند که شروع به کار او در وای‌جی بی‌نتیجه ماند و در نهایت کمپانی را ترک کرد.